# Gomesa microphyta
Gomesa microphyta é uma espécie de planta do gênero Gomesa e da família Orchidaceae. 

## Taxonomia
A espécie foi descrita em 2009 por Norris H. Williams e Mark W. Chase. 
Os seguintes sinônimos já foram catalogados:  
- Rodriguezia microphyta  Barb.Rodr.
- Gomesa eleutherosepala  (Barb.Rodr.) M.W.Chase & N.H.Williams
- Rodriguezia eleutherosepala  Barb.Rodr.
- Rodrigueziopsis eleutherocepala  (Barb.Rodr.) Schltr.
- Rodrigueziopsis eleutherosepala  (Barb.Rodr.) Schltr.
- Rodrigueziopsis microphyta  (Barb.Rodr.) Schltr.

## Forma de vida
É uma espécie epífita e herbácea. 

## Descrição
| Caule                                                             | Caule                                                    |
| ----------------------------------------------------------------- | -------------------------------------------------------- |
| crescimento                                                       | rizomatoso                                               |
| pseudobulbo subtendido por bainha                                 | com articulação e limbo                                  |
| forma                                                             | elipsoide ou oval ou longo oval e lateralmente compresso |
| textura                                                           | liso                                                     |
| Folha                                                             |                                                          |
| forma das lâminas das bainha e das lâmina terminal ao pseudobulbo | linear/oblongo ovado                                     |
| Inflorescência                                                    |                                                          |
| posição                                                           | ereta                                                    |
| racemo                                                            | simples                                                  |
| Flor                                                              |                                                          |
| sépala e pétala                                                   | verde/sem mácula                                         |
| sépala lateral adnata                                             | somente na base                                          |
| pétala                                                            | subiguais às sépala                                      |
| labelo                                                            | verde/branco/sem mácula/mácula somente no calo e disco   |
| base                                                              | unguiculada delgada e lisa                               |
| lobo lateral                                                      | conspícuo/oblongóide                                     |
| posição                                                           | mesmo plano do disco                                     |
| lobo mediano                                                      | obovado/plano a côncavo                                  |
| largura                                                           | subigual a distância entre os lobo lateral               |
| largura                                                           | mais longa que disco                                     |
| calo                                                              | somente no disco                                         |
| forma                                                             | 2 carena lisa sub paralela e inteira                     |
| coluna com asa estigmática                                        | conspícua oblongóide                                     |

## Conservação
A espécie faz parte da Lista Vermelha das espécies ameaçadas do estado do Espírito Santo, no sudeste do Brasil. A lista foi publicada em 13 de junho de 2005 por intermédio do decreto estadual nº 1.499-R. 

## Distribuição
A espécie é encontrada nos estados brasileiros de Espírito Santo, Minas Gerais, Paraná, Rio de Janeiro, Santa Catarina e São Paulo. 
Em termos ecológicos, é encontrada no domínio fitogeográfico de Mata Atlântica, em regiões com vegetação de mata ciliar, floresta ombrófila pluvial e mata de araucária.